# Spoorlijn Bolzano-Merano

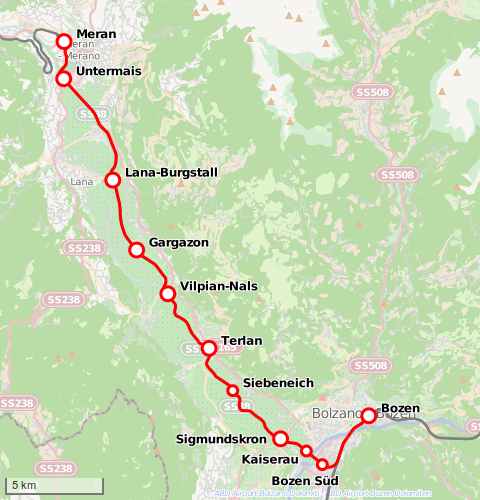

De spoorlijn Bolzano-Merano (Italiaans: ferrovia Bolzano–Merano, Duits: Bahnstrecke Bozen–Meran), ook bekend als Burggrafenspoorlijn, is sinds 1881 een spoorlijn in Zuid-Tirol (Noord-Italië) van station Bolzano-Bozen naar station Merano-Meran. Van hier kon via de in 1906 geopende Vintzgouwspoorlijn verder gereden worden naar het station Malles-Mals in Mals in de Vintzgouw.
- Bolzano-Bozen
- Bolzano-Sud Bozen-Süd
- Casanova-Kaiserau
- Ponte d'Adige-Sigmundskron
- Settequerce-Siebeneich
- Terlano-Terlan
- Vilpiano-Nalles Vilpian-Nals
- Gargazzone-Gargazon
- Lana-Postal Lana-Burgstall
- Maia-Bassa Untermais
- Merano-Meran